# Южаки
Южаки́ (рос. Южаки) — присілок у складі Верхньокамського району Кіровської області, Росія. Входить до складу Кайського сільського поселення.
Населення становить 111 осіб (2010, 174 у 2002).
Національний склад станом на 2002 рік — росіяни 96 %.